# Judeotuniski arapski
Judeotuniski arapski (ISO 639-3: ajt), jedan od arapskih jezika kojim su govorili Židovi nekad pretežno u Tunisu gdje je preostalo svega 500 govornika (1994 H. Mutzafi), a u novije vrijeme u Izraelu  (45 000; 1995 H. Mutzafi) i drugim državama svijeta: Italija, Španjolska i SAD, ukupno 352 500.
Judeotuniski arapski član je judeoarapskog [jrb] jezika u koje još pripadaju judeojemenski [jye], judeotripolitanski [yud], judeomarokanski [aju] i judeoirački [yhd].

## Vanjske poveznice
- Ethnologue (14th)
- Ethnologue (15th)